# Пардо Андретта, Антонио Хосе
Антони́о Хосе́ Па́рдо Андре́тта (исп. Antonio José Pardo Andretta; род. 8 сентября 1970, Каракас) — венесуэльский горнолыжник, президент Лыжной федерации Венесуэлы, участник Олимпийских игр 2014 года.

## Биография
Окончил Столичный университет (Каракас). Работал брокером в финансовой сфере.
Выступать профессионально стал после того, как остался без работы. По его собственным словам, до того не было ни времени, ни возможностей, хотя мечта выступить на Олимпийских играх владела им давно.
В спортивной программе на Олимпийских играх в Сочи Антонио Хосе выступал в гигантском слаломе, но не смог финишировать. Тем не менее он остался доволен участием в Олимпийских играх:

Но я чувствую себя счастливым. Если бы я смог показать свой лучший результат, я бы всё равно не победил.
Оригинальный текст (англ.)But I feel happy. If I did my best performance I would not have won anyway.

На церемонии открытия Олимпийских игр в Сочи нёс флаг своей страны. Особое внимание зрителей привлёк благодаря тому, что протанцевал с флагом вдоль всего маршрута по стадиону.